# جان جاك أنطوان كوسان دي برسفال
جان جاك أنطوان كوسان دي برسفال (بالفرنسية: Jean Jacques Antoine Caussin de Perceval)‏ (1759 - 1835 م) هو مستشرق فرنسي. ابنه هو المستشرق أرماند بيير كوسان دي برسفال.

## آثاره
- «تاريخ صقلّية تحت حكم المسلمين» وهو منتزع من «نهاية الأرب» للنويري (باريس 1802).
- تكملة «ألف ليلة وليلة»، 1806.
- «الجداول الفلكية» لابن يونس، 1806.